# Annelie de Korte
Annelie de Korte (Hoevelaken, 27 oktober 2003) is een Nederlands korfbalster. Ze speelt op het hoogste niveau korfbal, in de Korfbal League namens DVO. Daarnaast is De Korte een speelster van het Nederlands korfbalteam.

## Spelerscarrière

### Begin
De Korte begon met korfbal in 2008 bij Telstar. Hier speelde ze tot de D-jeugd. In 2016 verruilde ze van club en sloot zich aan bij het wat grotere Unitas. Hier speelde ze 4 jaar in de B en A jeugd. Ook maakte ze haar debuut in Unitas 1 in 2020, op 17 jarige leeftijd. In deze periode werd ze ook geselecteerd voor de jeugdselecties van Oranje.

### DVO
In 2020 stapte De Korte over naar DVO, een club die in de Korfbal League speelde. In eerste instantie was ze ingedeeld in de A-jeugd voor seizoen 2020-2021, maar vanwege de coronapandemie werd er niet gekorfbald in de A-jeugd.
In ditzelfde seizoen maakte De Korte wel haar eerste invalbeurten in DVO 1, dat in coronatijd een verkorte competitie mocht spelen in de zaal.
Voor seizoen 2021-2022 werd De Korte toegevoegd aan de seniorenselectie van DVO 1, onder leiding van coach Richard van Vloten.
De Korte maakte in november 2021 haar eerste basisdebuut in de Korfbal League en vanaf die tijd is De Korte van vaste waarde in DVO 1.
In dit seizoen haalde DVO de play-offs in de zaalcompetitie. In de play-off serie moest DVO het in een best-of-3 serie opnemen tegen PKC. DVO wist geen wedstrijd te winnen en verloor de serie in 2 wedstrijden.
Iets later, in het veldseizoen stond DVO ook in de nacompetitie aangezien DVO in de reguliere competitie 2e werd in de Ereklasse Poule B. Hierdoor moest DVO in de kruisfinale spelen tegen de nummer 1 van Poule A, Fortuna. DVO won de kruisfinale in Delft met een overtuigende 14-23 overwinning. Hierdoor stond DVO voor de eerste keer in de clubgeschiedenis in de Nederlandse veldfinale.
In de veldfinale speelde DVO tegen PKC. PKC won de finale nipt met 24-23, waardoor DVO genoegen moest nemen met het zilver.
Na dit seizoen werd De Korte verkozen tot Beste Speelster onder de 21 jaar.
Seizoen 2022-2023 was een belangrijk seizoen voor DVO. Zo stond de ploeg na 18 competitieduels op de derde plek met 25 punten. Hierdoor plaatste de ploeg zich voor de play-offs, waarin het uit kwam tegen regerend zaalkampioen Fortuna. In de best-of-3 serie won Fortuna de eerste wedstrijd overtuigend met 29-19, maar DVO wist zich op tijd te herpakken. Zo won DVO de tweede en derde (beslissende) wedstrijd en plaatste zich zodoende voor de eerste keer in de clubgeschiedenis voor de Nederlandse zaalfinale. In deze eindstrijd die in Ahoy werd gespeeld was PKC de tegenstander. Uiteindelijk won PKC de zaalfinale met duidelijke cijfers, 33-20. DVO moest genoegen nemen met de tweede plaats.
Iets later, in de veldcompetitie, deed DVO ook goede zaken. Na de reguliere competitie stond de ploeg op de 2e plaats in de Ereklasse B. Hierdoor plaatste DVO zich voor de kruisfinale. In deze wedstrijd trof DVO dezelfde tegenstander als in de playoffs in de zaal, namelijk Fortuna. In deze kruisfinale won Fortuna met 21-18, waardoor DVO zich niet plaatste voor de veldfinale.
In seizoen 2023-2024 deed DVO wederom goede zaken. In de zaalcompetitie stond DVO na de reguliere competitie met 27 punten op de 3e plek. Hierdoor plaatste de ploeg zich voor de play-offs. In de best-of-3 serie moest DVO uitkomen tegen LDODK. In de best-of-3 serie won DVO in 2 wedstrijden en plaatste zich zodoende voor het tweede jaar op rij voor de zaalfinale in Ahoy. En net als vorig jaar was PKC de tegenstander in de finale. Anders dan de finale van 2023 gaf DVO de gehele wedstrijd een strijd, maar uiteindelijk won PKC de finale met 23-21.
Iets later, in de veldcompetitie van 2023-2024 deed DVO ook weer goede zaken. Na de competitie stond het gelijk qua punten met Koog Zaandijk met 10 punten in poule 2. Echter, op basis van onderling restultaat werd DVO 1e in de poule. Hierdoor stootte DVO door naar de kruisfinale. In deze kruisfinale won DVO met 23-18 van DOS'46, waardoor DVO zich voor de veldfinale wist te plaatsen. Tegenstander was Fortuna. DVO speelde een sterke finale en won met 20-13, waardoor het Nederlands veldkampioen werd. Dit was de eerste nationale titel voor DVO in de clubhistorie.
Voor Seizoen 2024-2025 begon DVO met hoge verwachtingen. Vorig seizoen stonden ze in de zaalfinale en werden ze Nederlands veldkampioen en daarnaast waren zij weinig belangrijke spelers verloren. In het zaalseizoen was DVO dan ook oppermachtig. Uiteindelijk sloot DVO het zaalseizoen af op de 1e plaats, wat voor de club nog niet eerder was gebeurd. Hierdoor ging DVO als favoriet de play-offs in. In de best-of-3 serie trof DVO het Papendrechtse PKC. Helaas voor DVO verloren ze de serie in 2 wedstrijden, waardoor het zaalseizoen strandde in de play-offs.
Iets later, in de veldcompetitie, werd de ploeg 1e in de Ereklasse poule B. Hierdoor plaatste DVO zich voor de kruisfinale tegen DOS'46. In deze kruisfinale won DOS'46 met 21-19 waardoor DVO onttroond was als Nederlands veldkampioen. Na het seizoen nam de ploeg afscheid van coach Richard van Vloten. 
Ook eindigde dit seizoen voor De Korte in mineur - in de best-of-3 serie in de zaal raakte De Korte in de 1e wedstrijd zwaar geblesseerd.

## Erelijst
- Nederlands kampioen veldkorfbal, 1x (2024)
- Beste Speelster onder 21 jaar, 2x (2022, 2023)

## Oranje
In 2022 werd De Korte geselecteerd voor het Nederlands korfbalteam onder leiding van bondscoach Jan Niebeek. De Korte zat niet bij de definitieve selectie van het Nederlands Team voor de World Games van 2022.